# Terre-de-Haut
Terre-de-Haut – miasto w Gwadelupie (Departament zamorski Francji), leżące na wyspie Terre-de-Haut należącej do archipelagu Les Saintes; 1 787 mieszkańców (2010).